# Diffusor (Motorsport)

Rote Bereiche, obere Zeichnung: Position von Heck- und Frontdiffusor

Als Diffusor bezeichnet man im Motorsport ein Bauteil, das im Unterbodenbereich eines Rennwagens die Aerodynamik verbessert und eine Sogwirkung verursacht. Der Diffusor sorgt durch seine asymmetrische Form für eine Druckverteilung unter dem Unterboden und für Abtrieb.

## Wirkungsweise
Messungen zeigen, dass am Übergang vom waagerechten Boden zum Diffusor während der Fahrt ein kleiner Bereich verminderten Luftdrucks entsteht. Von beiden Seiten strömt Luft dort unter das Fahrzeug und bildet paarweise Wirbel, die in gegenläufiger Rotation durch den Diffusor strömen.
Diffusoren sind die am wenigsten verstandenen Bereiche von Rennwagen und waren Gegenstand vieler Experimente der Aerodynamik, bis zumindest ihre Wirkungskette vermessen und erfasst wurde. Frühe Nachweise des Anpressdrucks erschienen um 1980, aber Details der Strömung wurden erst zwei Jahrzehnte später bekannt. Die seitlich eintretende Luft und die von ihr ausgelöste Rotation ist maßgebliche Ursache der Wirkung. Dies steht im Gegensatz zu anderen Konstruktionen mit Bodeneffekt, die auf den Lotus 78 zurückgehen und seitlichen Luftaustausch zu minimieren suchen. Ein Diffusor verliert unter solchen Bedingungen weitgehend die gewünschte Wirkung und gewinnt andererseits, wenn Leitwerke im vorderen Bereich des Fahrzeugs die Wirbel einleiten. Der maximale Steigungswinkel eines Diffusors beträgt etwa 15°, da sonst ein Strömungsabriss eintritt und seine Wirkung verhindert wird. Die optimale Diffusorlänge beträgt die Hälfte der Fahrzeuglänge.

## Frontdiffusor
Beim Frontdiffusor leiten Leitbleche unter dem Frontspoiler den Luftstrom seitlich hinter den vorderen Radkästen nach oben. Anwendungen finden sich bei Prototypen und Gruppe CN Fahrzeugen.

## Heckdiffusor in der Formel 1

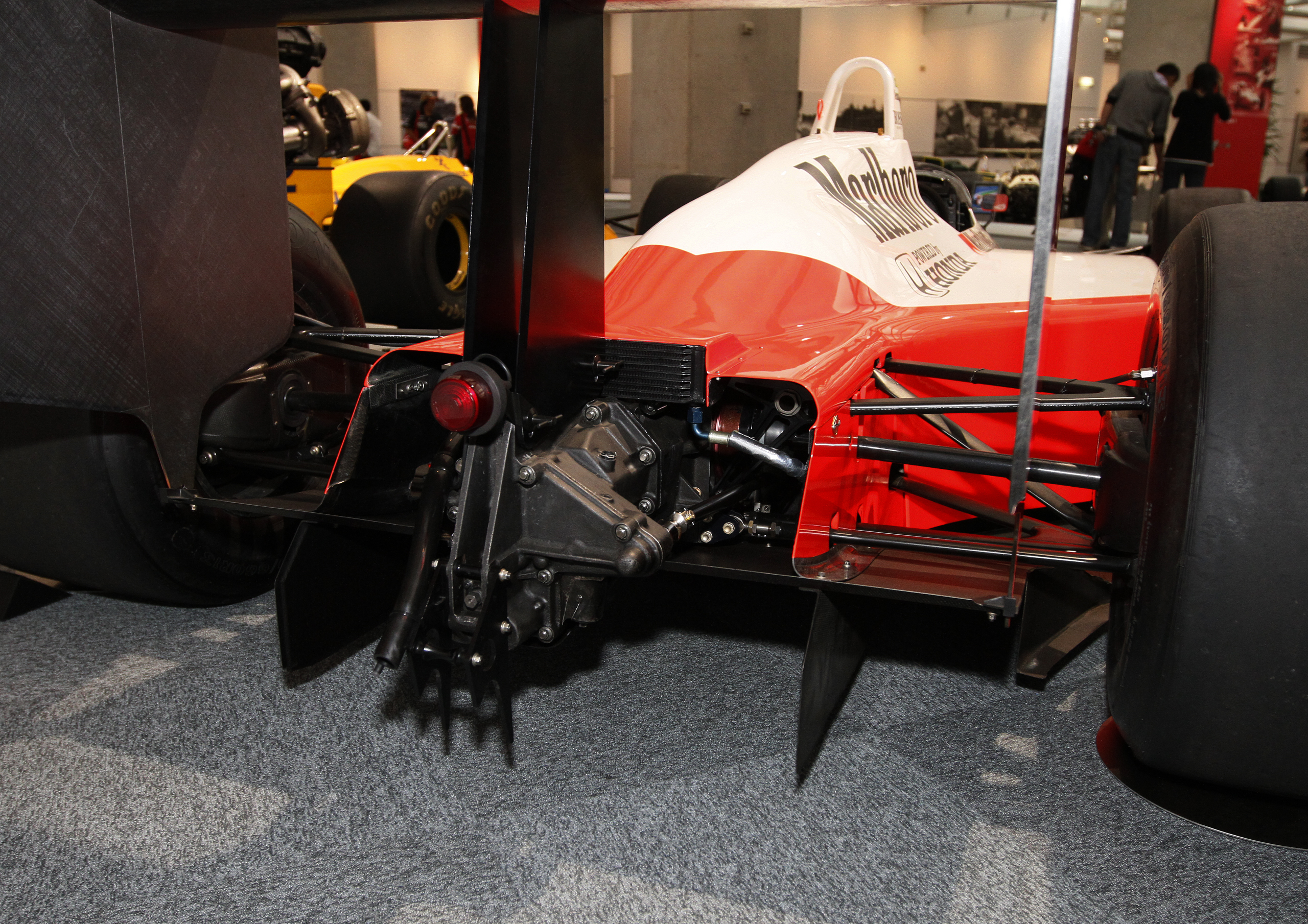
McLaren MP4/4 mit frühem Diffusor in der Formel 1

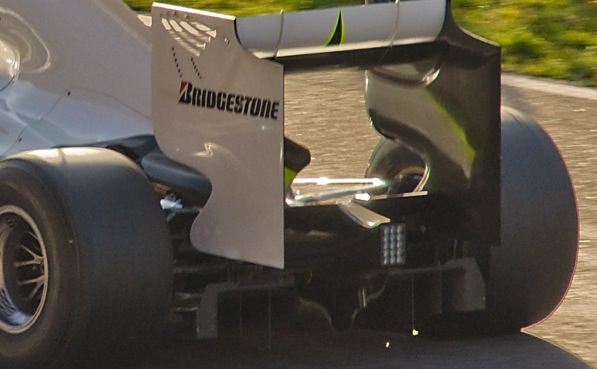
Doppeldiffusor eines Brawn BGP 001 (2009)

In der Formel 1 unterliegt der Einsatz eines Diffusors technischen Restriktionen der FIA. Durch den Diffusor können nachfolgende Fahrzeuge schlechter den Windschatten nutzen. Der Diffusor war bis zur Regeländerung 2009 mit bis zu 70 Prozent – bei einem Anteil von 10 Prozent am Gesamtluftwiderstand – am Gesamtabtrieb des Formel-1-Rennwagens beteiligt. Nachfolgende Fahrzeuge geraten durch ihn in Luftverwirbelungen, welche den Anpressdruck verringern. Um die durch die Diffusoren entstehenden Turbulenzen hinter dem Auto zu verringern und so das Fahren im Windschatten und somit auch das Überholen zu erleichtern, passte die FIA zur Formel-1-Weltmeisterschaft 2009 die Vorgaben zum Unterboden an. Im Artikel 3.12.7 des offiziellen technischen Reglements heißt es nun: „Kein unter dem Auto sichtbares Karosserieelement, das bis zu 350 mm hinter der Hinterachslinie liegt, darf höher als 175 mm sein.“ Durch diese Änderung wurden die bisherigen Diffusoren in ihrer Bauform und damit ihrer Wirkung beschnitten, der Anteil am Gesamtabtrieb betrug danach noch etwa 40 Prozent.

### Doppeldiffusor
Der sogenannte Doppeldiffusor, bei den Formel-1 Rennwagen von Brawn GP (Brawn BGP 001), Williams (Williams FW31) und Toyota (Toyota TF109) in der Saison 2009 zuerst angebracht, verstärkte den Anpressdruck durch eine zweite kürzere Platte über dem eigentlichen Diffusor. Der Doppeldiffusor des Brawn BGP 001 hatte darüber hinaus einen von unten nicht sichtbaren Zentralkanal, der gegenüber einfachen Diffusoren einen höheren Abtrieb und damit mehr Bodenhaftung erbrachte.
Die Möglichkeit einer solchen Regelauslegung bestand bereits zuvor, brachte jedoch erst mit der Regeländerung 2009 zur Verkleinerung der Diffusoren einen realen Vorteil. Als in den Wintertests vor der Saison 2009 die Vorteile der drei mit Doppeldiffusoren ausgerüsteten Teams deutlich wurde, begann die Diskussion um deren Legalität. Die Teams Ferrari, BMW Sauber, Renault und Red Bull legten vor dem ersten Rennen in Australien Protest gegen die verbauten Doppeldiffusoren ein. Die zuständigen Rennkommissare wiesen den Protest jedoch zurück und erklärten die Diffusoren für regelkonform. Die protestierenden Teams gingen gegen diese Entscheidung in Berufung, doch das FIA-Berufungsgericht schloss sich den Rennkommissaren in seiner Entscheidung vom 15. April 2009 an und erklärte die Doppeldiffusoren in letzter Instanz für legal. Beim Grand Prix von China, wenige Tage nach der Entscheidung der FIA, gingen McLaren und Renault mit modifizierten Diffusoren an den Start, die restlichen Teams zogen mit neuen Entwicklungen nach. Bereits im März 2008 schlug Ross Brawn, damals Teamchef von Honda F1 vor, das Diffusor-Reglement einfacher und präziser zu gestalten. Zur Formel-1-Weltmeisterschaft 2011 wurde der Doppeldiffusor verboten.

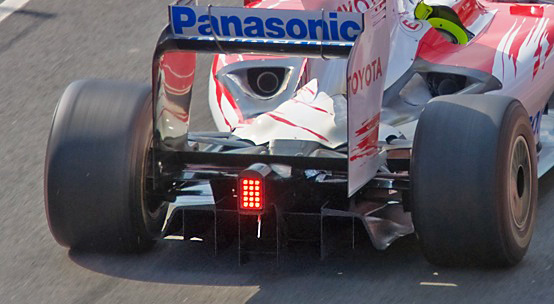
Dreifachdiffusor Toyota TF109

### Dreifachdiffusor
Toyota entwickelte in der Saison 2009 aus dem Doppeldiffusor einen Dreifachdiffusor bei seinem Modell Toyota TF109.

### Angeblasener Diffusor
Zur Formel-1-Weltmeisterschaft 2010 wurde von Red Bull Racing der „angeblasene Diffusor“ erfunden. Beim Rennwagen Red Bull RB6 wurden die heißen Auspuffabgase auf das Diffusordach geleitet.

## Galerie

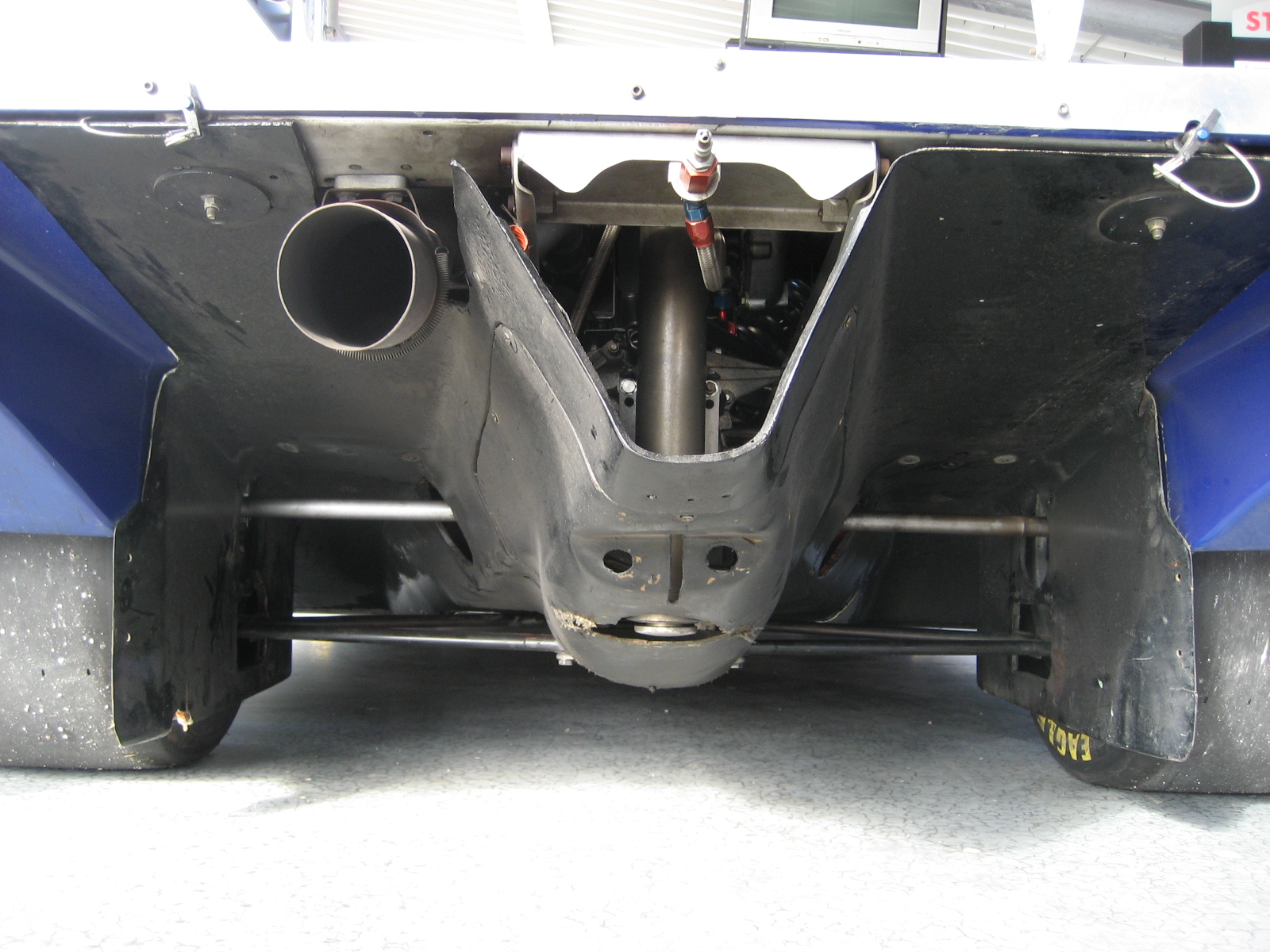
Gesamtansicht eines Diffusors
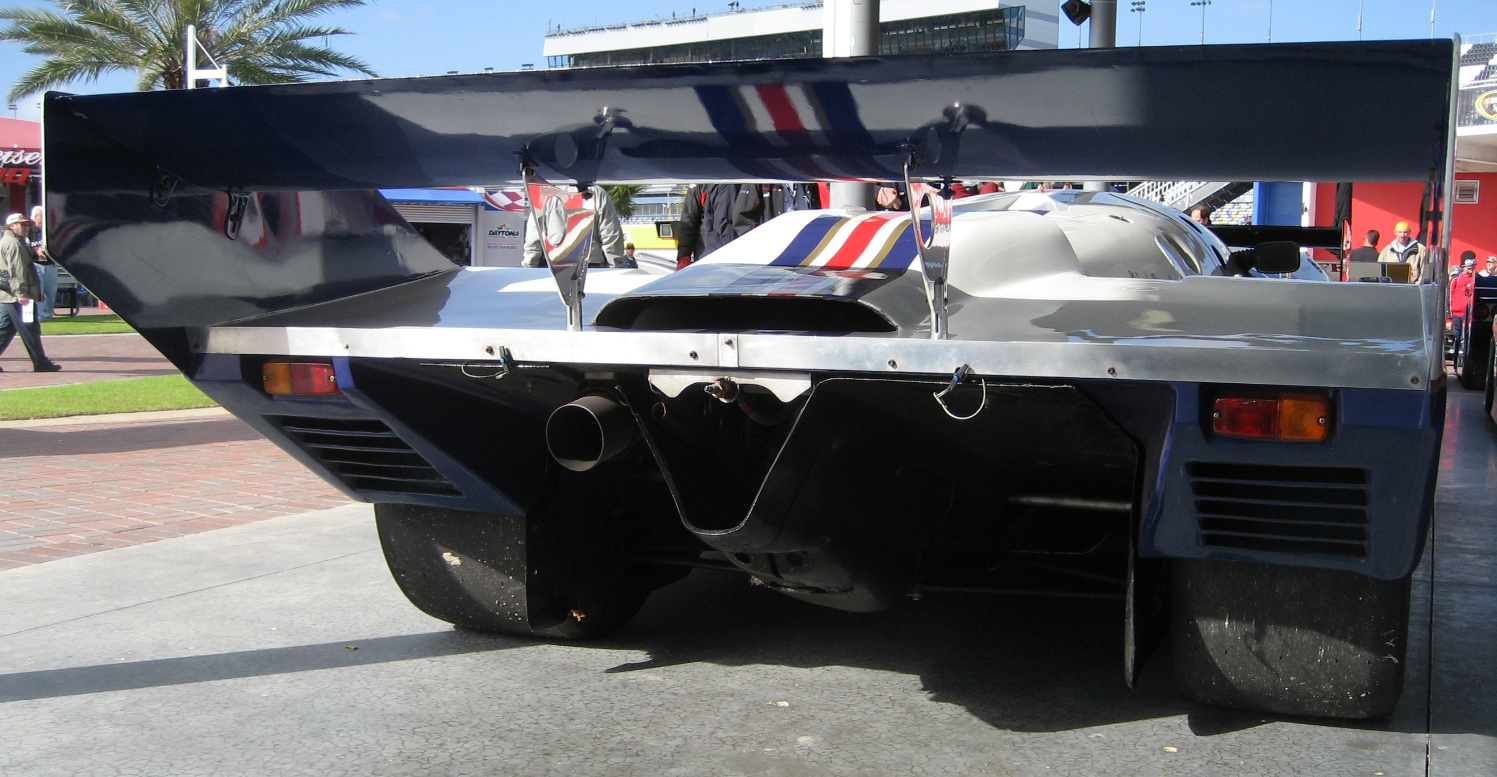
… eines Porsche 962
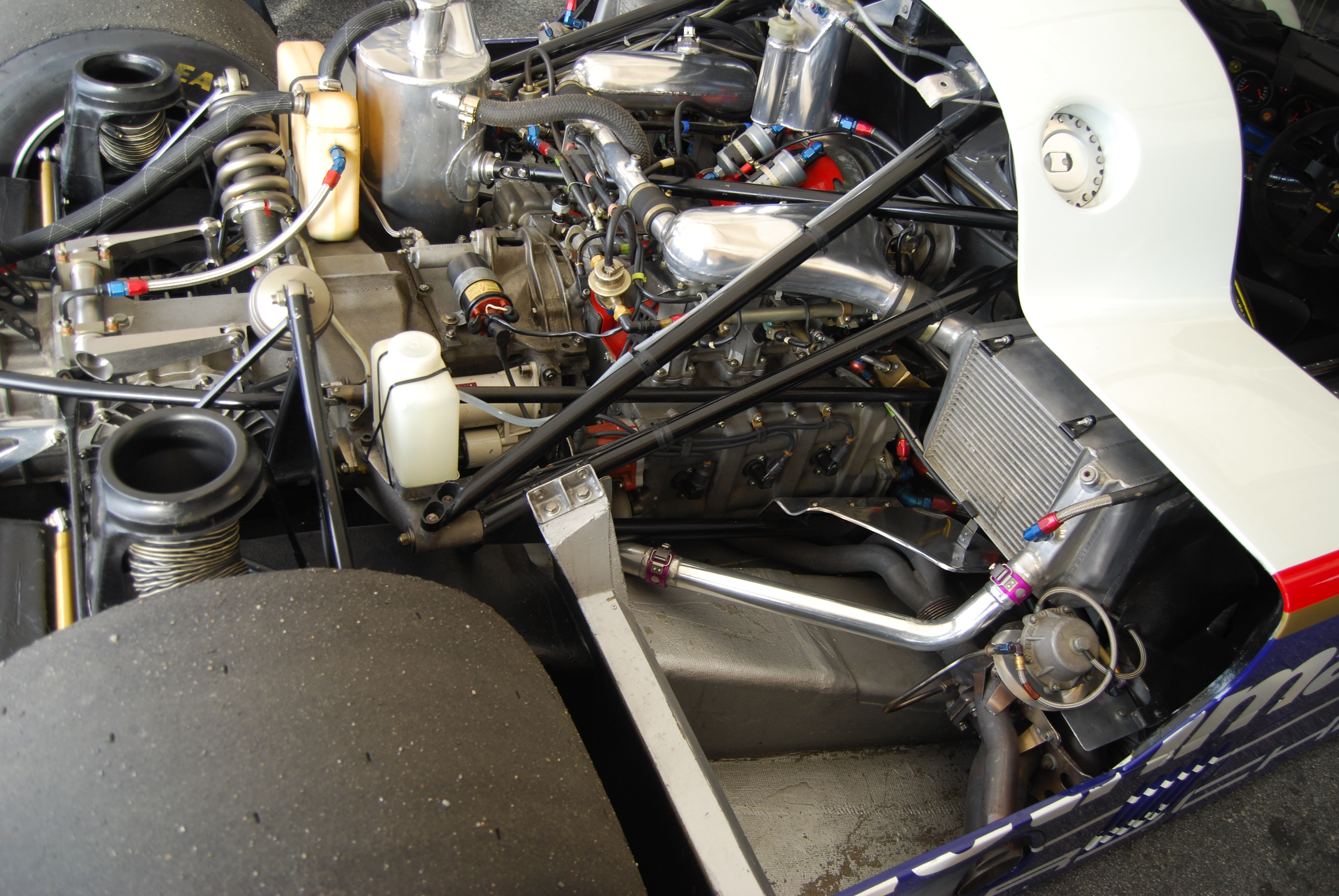
Oberseite eines Diffusortunnels eines Porsche 956